# Kecamatan Kuala (distrikt i Indonesien, lat 5,22, long 96,72)
Kecamatan Kuala (indonesiska: Kuala) är ett distrikt i Indonesien.   Det ligger i provinsen Aceh, i den västra delen av landet, 1 700 km nordväst om huvudstaden Jakarta.